# Prosopocera pascoei
Prosopocera pascoei es una especie de escarabajo longicornio del género Prosopocera, tribu Prosopocerini, familia Cerambycidae. Fue descrita científicamente por Gahan en 1890.
Se distribuye por Botsuana, Malaui, Mozambique, República Democrática del Congo, República de Sudáfrica, Tanzania, Zambia y Zimbabue. Mide 10-13 milímetros de longitud. El período de vuelo ocurre en los meses de febrero, noviembre y diciembre.